# Raul Walch
Raul Walch (* 1980 in Frankfurt am Main) ist ein in Berlin lebender bildender Künstler mit multidisziplinären Arbeiten, die soziale, ökologische und politische Themen formulieren.

## Leben und Werk
Raul Walch studierte von 2001 bis 2004 Soziologie und Lateinamerikanistik an der Freien Universität Berlin. Anschließend setzte er sein Studium mit Bildhauerei an der Kunsthochschule Berlin-Weißensee bis 2008 fort. Zwischen 2009 und 2012 vertiefte er seine künstlerische Ausbildung an der Universität der Künste Berlin in der Klasse von Olafur Eliasson bis zum Meisterschüler. Dort, am Institut für Raumexperimente, entwickelte Walch einen vielseitigen Ansatz in seiner künstlerischen Praxis. Von 2019 bis 2021 war er als künstlerischer Mitarbeiter und Dozent im internationalen MFA-Studiengang Public Art and New Artistic Strategies an der Bauhaus-Universität Weimar tätig. Er ist Co-Initiator des Programms Floating Berlin und engagiert sich für Die Vielen, eine Plattform gegen rechts.
Walchs Werk umfasst Skulpturen, Installationen, Performances, Textilkunst, fotografische Dokumentation und partizipative Projekte. Besonders prägend sind seine Arbeiten, die den Dialog zwischen Kunst und Umwelt fördern. Mit Projekten wie beispielsweise Fabrics & Space, 2015 in Tokio, präsentierte Walch Arbeiten, die den Raum durch textile Installationen neu definierten. Diese Ausstellung betonte die Flexibilität von Textilien und ihre Fähigkeit, architektonische und soziale Räume zu transformieren. Für die Biennale für Kunst und Stadtnatur in Genf im Jahr 2023 gestaltete Walch mit Spherical Semaphores vier Boote mit bemalten Segeln neu. Diese Segel boten sowohl den Segelnden als auch den Zuschauenden vom Ufer aus eine veränderte Wahrnehmung des Windes und des Sees. Diese Serie beschäftigt sich mit der visuellen Kommunikation durch Flaggen und arbeitet mit geometrischen Mustern, was die Aufforderung beinhaltet, über die Bedeutung von Symbolen im öffentlichen Raum nachzudenken.
Mit dem Villa-Romana-Preis 2025 erhält Walch die Möglichkeit, ein Jahr lang in der Villa Romana in Florenz zu arbeiten und zu leben. Sein Engagement für soziale und ökologische Fragen bleibt der Kern seiner Arbeit, um Kunst als transformative Kraft einzusetzen. Seine Werke sind oft ortsspezifische Interventionen, die gesellschaftliche Realitäten reflektieren und das Publikum aktiv einbeziehen. In seinen Interventionen wird Walch auch zum kritischen Forscher, Performer und Aktivisten. Das Buch It's a great pressure to be here ist nicht nur ein Überblick über seine künstlerische Praxis, sondern auch ein ironischer Kommentar zur globalisierten Gegenwart, zur conditio humana und zu aktuellen gesellschaftlichen Fragen.

## Preise und Stipendien (Auswahl)
- 2012: Stipendium am Institut für Raumexperimente, Berlin[8]
- 2015: Creator Residency Program, Tokyo Wondersite / TOKAS, Japan[9]
- 2016: IBB Preis für Fotografie, initiiert von der Investitionsbank Berlin und der Karl Hofer Gesellschaft; Honorable Mention, Berlin Art Prize, Berlin[10][11]
- 2017: Residency at Nida Art Colony, Litauen[12]
- 2019: Reisestipendium, Hessische Kulturstiftung, Wiesbaden[13]
- 2021: Arbeitsstipendium, Stiftung Kunstfonds, Bonn
- 2025: Villa-Romana-Preis, Florenz, Italien[14]

## Einzelausstellungen (Auswahl)
- 2012: West Southwest, Reihe Grey Sheep, Galerie Ólafur Elíasson, Berlin[15]
- 2014: Head Sculptures, DeGesa Gallery, Addis Abeba
- 2015: Fabrics & Space, Arai Associates, Tokio[16]
- 2016: Azimut, Lichthaus Arnsberg[17]
- 2018: The Sceptical Chemist, EIGEN + ART Lab, Berlin[18]
- 2019: Auf der Grenze, Stiftung St. Matthäus, Kulturforum Berlin[19]
- 2021: unfollow, Galerie EIGEN + ART, Berlin[20]
- 2021: Down to Earth, Aki Galerie, Taipeh[21]
- 2023: You Always Meet Twice, TARKIB, Bagdad[22]
- 2024: NOTOPIA, Galerie EIGEN + ART, Leipzig[23]
- 2025: Unite, Skulpturenmuseum Marl[24]

## Gruppenausstellungen(Auswahl)
- 2014: Walk-In-Progress, Vitamin Creative Space[25], Guangzhou, China; Tomorror’s Island, Momoshima Art Base[26], Hiroshima, Japan; Festival of Future Nows, Neue Nationalgalerie[27], Berlin
- 2017: 7 trans-phonies[28], Tokyo Wondersite Shibuya, Tokio, Japan; Blickachsen Skulpturen Biennale[29], Bad Homburg und Frankfurt am Main; Odyssey[30], Kunstverein Arnsberg, Möhnesee; Festival of Future Nows, Hamburger Bahnhof, Berlin[31]; The Event of a Thread[32], Kunsthaus Dresden, Dresden
- 2019: Bait Tarkib[33], Baghdad, Irak
- 2020: Owned by Others[34], Museumsinsel, Berlin; Zero Waste, Museum der bildenden Künste Leipzig[35], Leipzig; suspense, Yuka Tsuruno Gallery[36], Tokio, Japan; Ressentiment/Risentimento, Kunst Merano Arte[37], Meran, Italien
- 2021: ParkPlatz, Berlinische Galerie[38], Berlin; Ruhr Ding: Klima, Urbane Künste Ruhr[39];
- 2022: Territories of Waste. Über die Wiederkehr des Verdrängten, Museum Tinguely, Basel, Schweiz; Balance, Hamburger Bahnhof - Nationalgalerie der Gegenwart[40], Berlin; Mit der Tür ins Haus fallen. Neuerwerbungen der Sammlung des Bundes, Neues Museum Nürnberg - Staatliches Museum für Kunst und Design[41], Nürnberg; IDENTITÄT NICHT NACHGEWIESEN. Neuerwerbungen der Sammlung des Bundes[42], Bundeskunsthalle Bonn
- 2023: Happiest Places, Kunstverein Siegen[43], Siegen; (re)connecting.earth (02) – Beyond Water, Biennale für Kunst und Stadtnatur, Genf, Schweiz;
- 2024: Radical Playgrounds, Martin Gropius Bau[44], Berlin; Shared Spaces, Kunsthalle Barmen[45], Wuppertal

## Publikationen (Auswahl)
- Arne Fehmel, Korbinian Kainz, Felix Rundel (Hrsg.): Provinz – Eine Ausstellung im Sommer. Verlag Robert Gessler, Berlin 2010, ISBN 978-3-86136-142-8.
- Otto’s Impossible Talks / Let’s Start to Implement Little Errors, hrsg. von Institut für Raumexperimente, Berlin University of the Arts (UdK) Berlin: Verlag der Universität der Künste Berlin, 2010, ISBN 978-3-89462-190-2.
- Life is space 4, Artist’s book by Olafur Eliasson, hrsg. von Studio Eliasson, 2011
- Mapping Everything, hrsg. von Institut für Raumexperimente, Universität der Künste Berlin und dem Institut für Landschaftsarchitektur, ETH Zürich, Berlin: Verlag der Universität der Künste, 2012.
- Translation Acts, hrsg. von Eric Ellingsen, Christina Werner und Fotini Lazaridou-Hatzigoga, Universität der Künste Berlin, 2013.
- How to Make the Best Art School in the World, Institut für Raumexperimente Berlin, 2009–2014
- Disappearance of the Roundhouse, Artist’s book, Addis Abeba, 2015.
- Public Abstraction, Kunstverein Arnsberg, Verlag Walther König, Köln 2015, ISBN 978-3-8633-5741-2.
- Tokyo Wonder Site Annual Report 2015, Tokyo Metropolitan Foundation, Tokyo 2016.
- Planet B – Ideas for a New World, hrsg. von Lukas Feireiss & Alain Bieber, Koenig Book Cologne, Köln 2016
- Marking Triangles, Yuichiro Tamura + Raul Walch = Maku suru sankakkei, hrsg. von Japanisches Kulturinstitut, Köln 2017.
- Andreas Gehrke (Hrsg.): Azimut Raul Walch, Artists’ books, Drittel Books, Berlin 2017, ISBN 978-3-9815735-9-6.
- Bait Tarkib, Artist Book, hrsg. von Tarkib Bagdad Festival für Zeitgenössische Kunst, Bagdad 2018.
- The Sceptical Chemist, Artist’s Book, Eigen + Art Lab, Berlin 2019.
- Lukas Feireiss (Hrsg.): Raul Walch – It’s a Great Pressure to Be Here. Kerber Verlag, Berlin 2019, ISBN 978-3-7356-0610-5.
- Atlas of Disbelief, Artist’s Book, Berlin 2020.
- Space is the Place, by Lukas Feireiss & BNKR Munich, Spector Books, Leipzig 2020, ISBN 978-3-9590-5388-4.
- Ain’t No Fountain High Enough, Artist’s Book, Zzznack Publications, Weimar 2020.
- The Art of Protest – Political Art and Activism, Editors: Alain Bieber & Francesca Gavin, gestalten, Berlin 2021, ISBN 978-3-96704-011-1.
- Nimmersatt? Imagining Society without Growth, Kunsthalle Münster, LWL-Museum für Kunst und Kultur, Westfälischer Kunstverein, Distanz Verlag, Berlin 2021
- You Always Meet Twice, Tarkib Baghdad – Contemporary Art Institute, 2022.
- Making Futures, Spector Books, Leipzig 2022, ISBN 978-3-95905-409-6.
- Identität Nicht Nachgewiesen. Neuerwerbungen der Sammlung des Bundes. Hirmer Verlag, München 2022, ISBN 978-3-7774-3988-4.
- Territories of Waste, On the Return of the Repressed. Museum Tinguely, Basel 2022.
- mit Anna-Sophie Springer (Hrsg.): Owned by Other – A Map to Possession Island. K. Verlag, Berlin 2024, ISBN 978-3-947858-39-2.